# Parotis prasinalis
Parotis prasinalis là một loài bướm đêm trong họ Crambidae.